# Матросов, Денис Владимирович
Дени́с Влади́мирович Матро́сов (род. 10 декабря 1972, Москва) — российский актёр театра и кино, продюсер, режиссёр.

## Биография
Родился 10 декабря 1972 года в Москве.

### Семья
- мать — Матросова (Лосева) Галина Федоровна (5 декабря 1940 — 3 января 2022[1]), учитель начальных классов, инструктор Горкома Профсоюзов СССР.
- отец — Матросов Владимир Иванович (2 июля 1946 — 15 мая 1984), инженер, архитектор, метрдотель, создатель первого в СССР ресторана Японской кухни «Сакура» в 1980 году. Директор ресторанного комплекса в Хаммер-центре.
- сестра — Андреева (Лосева) Олеся (род. 7 мая 1967).
- Первая жена — актриса Мария Куликова (род. 1977). В разводе с 2015 года.
  - сын Иван Денисович Матросов (род. 22 августа 2011).
- Вторая жена — Ольга Матросова (Головина) (род. 28 октября 1981). В разводе с 2023 года.
  - сын Фёдор Денисович Матросов (род. 1 мая 2016).
  - падчерица Александра Александровна Троцюк (Головина) (род. 9 мая 2001).
- Третья жена - Оксана Рудич-Каструбина (род. 8 апреля 1981).

### Образование
С 1989 по 1991 год учился в Школе-студии МХАТ, затем с 1991 по 1994 год в Щепкинском театральном училище (курс Н. А. Верещенко).

### Театральная карьера
С 1994 по 1995 год проходил военную службу в Театре Российской армии, где впоследствии отработал актёром восемь лет. С 2003 по 2005 год участвовал в проекте немецкого дирижёра Герда Альбрехта — театральной постановке «Евгений Онегин» на музыку С. Прокофьева в исполнении Венского симфонического оркестра и чтецов. С 2004 года играет в антрепризных театральных проектах. С 2016 года генеральный продюсер в «Театр Дениса Матросова», также продюсер спектаклей «Двое в лифте, не считая текилы» и «Ты будешь мой!». С 2020 года приглашённый режиссёр в Московском областном театре драмы и комедии.

## Театральные работы
Антрепризы:
- «Трамвай „Желание“» Теннесси Уильямса — Митч
- «Будьте здоровы, Месье!» — служитель похоронного бюро Атропос
- «Дело в шляпе» — Марчелло
- «Младенец на прокат» — Вильям Гаррисон
- «Роковая страсть» — Капитан флагманского корабля Виктори Английского флота, лорд Харди
- «Здравствуйте, я ваша тёща» — Женя
- «Авантюрная семейка» — Капитан эстонской полиции Вельт «Вася»
- «Ханума» А. Цагарели. Режиссёр: Роберт Манукян — князь Котэ Пантиашвили
- «Безумства любви» — издатель Анри Ботен
- «Пипаркукас» — Антон
- «Безумный уикенд» — Фредерик Вальтер
- «Западня» — Даниэль Корбан
- «Киношники» — сценарист Бен Хект
- режиссёр спектакля «Я подарю тебе небо»"
- «Двое в лифте, не считая текилы» — любовник Макс, застрявший вечером 8 марта в одном лифте с законным супругом своей пассии, которого играет Дмитрий Орлов (Пётр Красилов). Постановка «Театр Дениса Матросов»
- «Ты будешь мой!» — Народный артист Максим Романов, сердце которого пытается завоевать соседка снизу Катя Попова в исполнении Екатерины Волковой и Елены Бирюковой. В спектакле занята ещё Полина Борунова. Постановка «Театр Дениса Матросова»
- Московский областной театр драмы и комедии. Режиссёр-постановщик спектакля «Волшебная сила».
- Московский областной театр драмы и комедии. Режиссёр-постановщик спектакля «Димыч, не гони Зинона», по пьесе Ольги Степновой «Не гоните чёрного монаха».
- «Семейный переполох» — Роберт Краузе
- «Бешеные деньги» - Кучумов
- «Прелести измены» - Муж
- «Яблоко раздора» - Бруно

## Фильмография
1. 1990 — Сделано в СССР — Лёха, фотограф
2. 1996 — Любовь на плоту — Митя
3. 2001 — Мусорщик — крупье
4. 2001 — Остановка по требованию 2 — карточный шулер
5. 2001 — Фаталисты
6. 2002 — Даже не думай — крупье
7. 2002 — Две судьбы — Вадим, друг Олега Хлебникова
8. 2003 — Люди и тени 2. Оптический обман — Виталий Литовцев
9. 2003 — Подари мне жизнь — Костя
10. 2005 — Воскресенье в женской бане (серия № 4 «Перед заходом солнца») — Денис
11. 2005—2010 — Кармелита — Антон Астахов
12. 2005 — Любовь моя — Вадим Строев
13. 2005 — Новый русский романс — Сергей Недельский, художник, муж Алёны
14. 2006 — А Вы ему кто? — Виктор
15. 2006 — Сыщики-5 (серия № 4 «Бей первым») — Фёдор Точильцев
16. 2007 — Белка в колесе — Константин, хозяин книжной лавки
17. 2007 — Держи меня крепче — Данила Шумов, продюсер из Москвы
18. 2008 — Наваждение — Дмитрий Колесников
19. 2008 — От тюрьмы и от сумы — Вячеслав, хирург
20. 2008 — Кухня
21. 2010 — Метель — Павел Петрович
22. 2010 — Кукушка — Роман, ухажёр Марины, сын Валентины Петровны
23. 2012 — Профиль убийцы — Николай Удальцов, полковник, начальник отделения профайлеров Московского уголовного розыска (МУРа)
24. 2012 — Счастливый билет — Анатолий Тетерин
25. 2013 — Дом с лилиями — Родион Камышёв, муж Лилии
26. 2013 — Всё к лучшему — Сергей
27. 2014 — Роковое наследство — Григорий
28. 2014 — Я больше не боюсь — Сергей Земцов
29. 2016 — Профиль убийцы 2 — Николай Удальцов, полковник, начальник отделения профайлеров Московского уголовного розыска (МУРа)
30. 2016 — Домохозяин — Вильям Ковригин, журналист, муж Ирины, отец Кати и Маши
31. 2017 — Уроки счастья — Герман, строитель и рок-музыкант
32. 2017 — Машкин дом — Алексей Георгиевич Звягин, заведующий отделением хирургии
33. 2017 — Авария — Аркадий Шумин, олигарх, владелец компании «BosomOil»
34. 2017 — Чужая — Виктор Жданов, муж Марины Ждановой
35. 2018 — Цена прошлого — Алексей Головин, архитектор, муж Марии Головиной
36. 2018 — Парень из Голливуда, или Необыкновенные приключения Вени Везунчика  — Руссо быстро бизнесмено
37. 2019 — Слепой поворот — Геннадий, владелец автошколы, друг Виталия Романова
38. 2021 — Потерянные — «Абыкак»
39. 2021 — Крайний Срок - Андрей Смирнов, муж Виктории, отец Ольги и Димы

## Работа на телевидении
- С 1989 по 1991 год был ведущим программы «В гостях у сказки» на Первой программе ЦТ.
- С 1993 по 1995 год был ведущим программы «6 соток» на РТР.
- С 1995 по 1997 год был ведущим телефестиваля «Теле-Граф» на НТВ, Телеэкспо, ТВ-6.
- С 2001 по 2003 год был ведущим утреннего канала «Настроение» на телеканале «ТВ Центр».
- B 2010 году в паре с фигуристкой Ириной Лобачёвой участвовал в проекте Первого канала «Лёд и пламень»[2].
- В 2011 году — участник проекта телеканала «Россия-1» «Подари себе жизнь»[3].